# Banu-l-Hàrith
Els Banu l-Hàrith ibn Kab o Balarith són una tribu àrab del grup iemenita. Viuen al territori de Najran i són veïns dels hamdan.
Les seves viles principals són al-Arx, al-Furut, Hadura o Khadura, Kurra, Minan o Maynan. El seu territori és regat per diversos uadis sent els principals: al-Awal al-Ala, al-Awal al-Afsal, al-Nudarat i Thajr. La muntanya principal és la de Tukhtum.
Abans de l'era islàmica una part de la tribu adorava l'ídol Yaghuth i la resta van esdevenir cristians. El 624, el mateix dia de la batalla de Badr els balarith es van enfrontar als murad que pretenien la possessió de l'ídol Yaghuth. Els balarith, van tenir el suport dels hamdan, i van vèncer. Però els balarith dirigits per An-Numan ibn Jassas, altre cop aliats als hamdan, i també als kindes, als kudaa i altres tribus sota el comandament conjunt d'Abd Yaghuth ibn Salat, van lliurar la batalla coneguda com a "segon dia de Kulab", van ser derrotats pels Ribab i els Sad ibn Zayd Manat (tamimites) dirigits per Qays ibn Asim. Altres batalles importants de la tribu foren: la d'Hidra a la Tihama contra els Daws, on també foren derrotats, i la de Batn adh-Dhahab.
Els Balartith van ocupar la zona de Najran quan els Azd que la dominaven van emigrar després que es va trencar el dic de Marib. El 630 van enviar una delegació a Mahoma i el 632 la major part es van fer musulmans sota la pressió militar de Khàlid ibn al-Walid, enviat per Mahoma a sotmetre la tribu.